# 오토 딜스

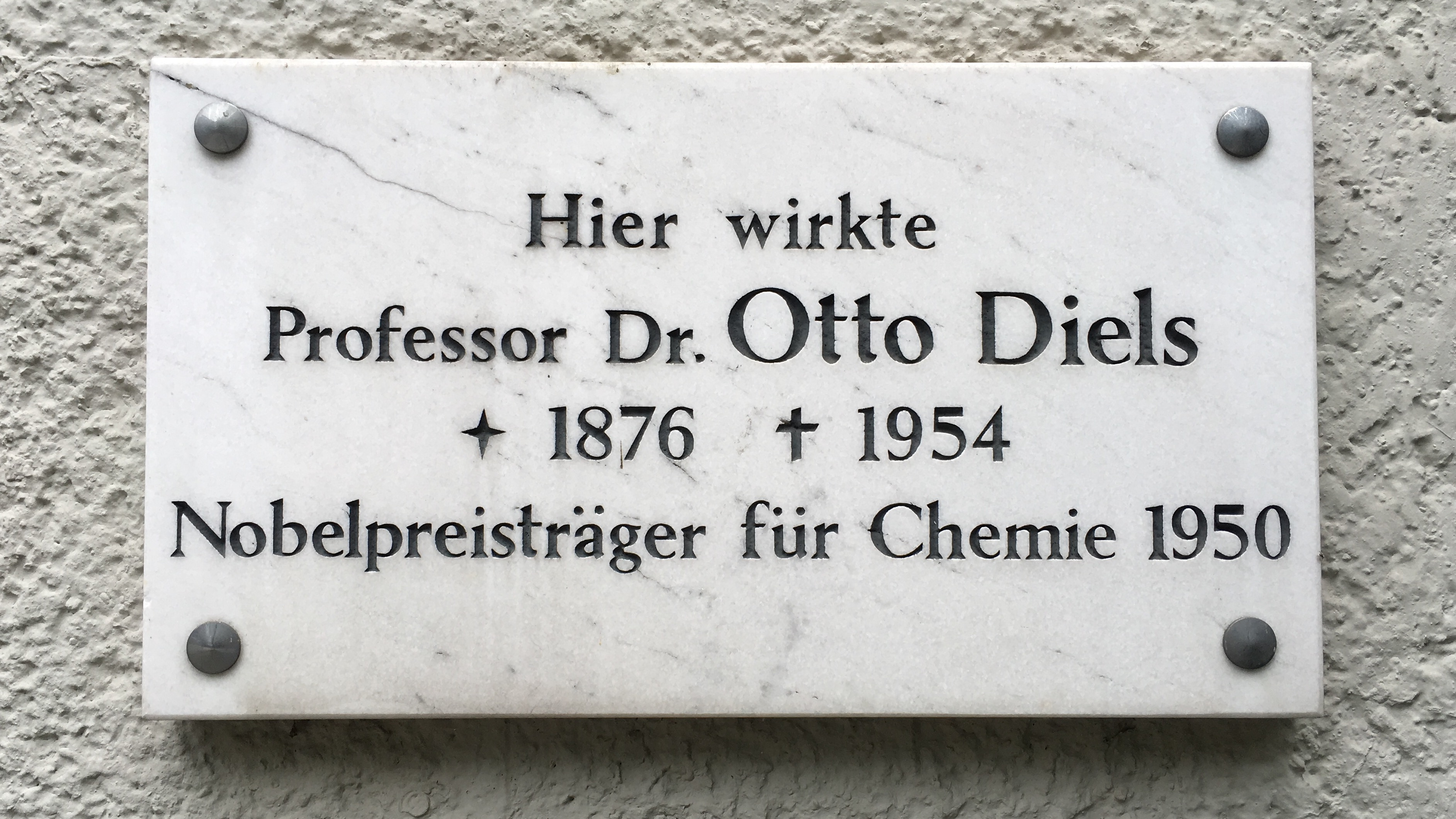
오토 딜스의 기념비

오토 파울 헤르만 딜스(독일어: Otto Paul Hermann Diels, 독일어 발음: [diːls], 1876년 1월 23일 ~ 1954년 3월 7일)는 독일의 화학자이다. 1950년에 딜스-알더 반응이라 불리는 다이엔 합성의 원리를 발견한 공로로 쿠르트 알더와 함께 노벨 화학상을 수상했다.
1916년까지는 베를린 훔볼트 대학교에서, 1916년부터 1945년까지 킬 대학교에서 강의했다.

## 가족
취미는 독서, 음악, 여행을 즐겼다. 1909년에 파울라 게이어와 결혼했고 다섯 명의 자녀를 두었는데 세 명의 아들과 두 딸이 있었다. 그의 아들 중 두 명은 제2차 세계 대전 중에 전사했다.

## 수상 경력

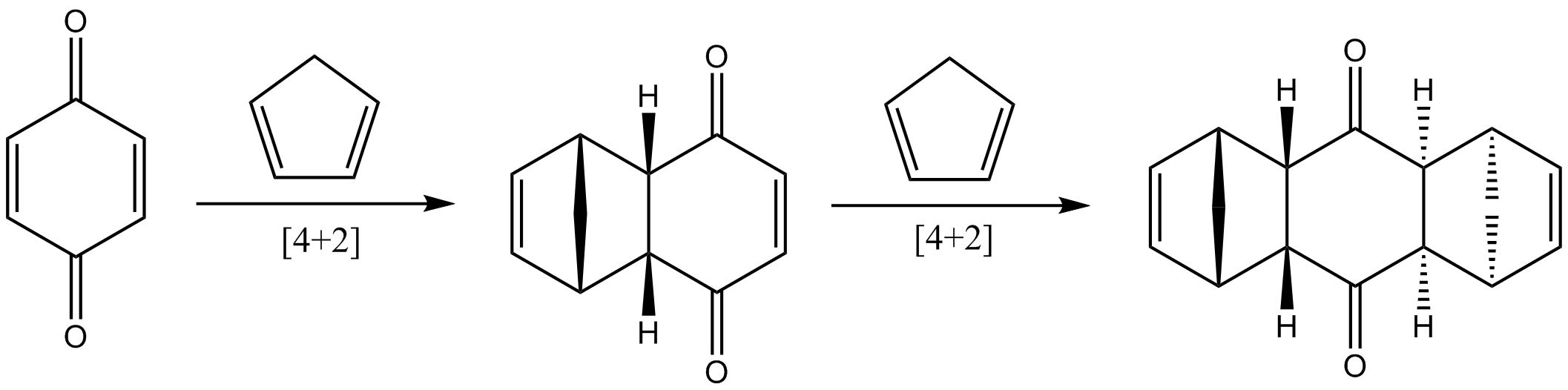
1928년에 딜스와 알더에 의해 발견된 딜스-알더 반응

- 1950년 : 노벨 화학상